# カイロ国際スタジアム
カイロ国際スタジアム（Cairo International Stadium アラビア語: ستاد القاهرة الدولي）は、エジプトのカイロにあるスタジアム。収容人数は75,000名。

## 概要
1960年に建設。主にサッカーエジプト代表の試合やアル・アハリとアル・ザマレクの本拠スタジアムとしても利用されている。
1991年開催のアフリカ競技大会のメインスタジアムとして使用され、また、2006年に開催されたアフリカネイションズカップでは決勝戦などが行われた。
2009年にはFIFA U-20ワールドカップの会場として使用された。

## アフリカネイションズカップ2006
| 日時          | 時間 (CEST) | チーム#1 | 結果           | チーム#2         | ラウンド  | 観衆   |
| ------------- | ----------- | -------- | -------------- | ---------------- | --------- | ------ |
| 2006年1月20日 | 19:00       | エジプト | 3–0            | リビア           | グループA | 65,000 |
| 2006年1月21日 | 14:00       | モロッコ | 0–1            | コートジボワール | グループA | 8,000  |
| 2006年1月24日 | 17:15       | リビア   | 1–2            | コートジボワール | グループA | 42,000 |
| 2006年1月24日 | 20:00       | エジプト | 0–0            | モロッコ         | グループA | 67,000 |
| 2006年1月28日 | 19:00       | エジプト | 3–1            | コートジボワール | グループA | 74,000 |
| 2006年2月3日  | 19:00       | エジプト | 4–1            | コンゴ民主共和国 | 準々決勝  | 74,000 |
| 2006年2月7日  | 19:00       | エジプト | 2–1            | セネガル         | 準決勝    | 74,100 |
| 2006年2月10日 | 19:00       | エジプト | 0–0 (4-2 pen.) | コートジボワール | 決勝戦    | 74,100 |

## アフリカネイションズカップ2019
| 日時          | 時間 (CEST) | チーム#1         | 結果 | チーム#2         | ラウンド   | 観衆   |
| ------------- | ----------- | ---------------- | ---- | ---------------- | ---------- | ------ |
| 2019年6月21日 | 22:00       | エジプト         | 1–0  | ジンバブエ       | グループA  | 73,299 |
| 2019年6月22日 | 16:30       | コンゴ民主共和国 | 0–2  | ウガンダ         | グループA  | 1,083  |
| 2019年6月26日 | 19:00       | ウガンダ         | 1–1  | ジンバブエ       | グループA  | 73,589 |
| 2019年6月26日 | 22:00       | エジプト         | 2–0  | コンゴ民主共和国 | グループA  | 74,219 |
| 2019年6月30日 | 21:00       | ウガンダ         | 0–2  | エジプト         | グループA  | 74,566 |
| 2019年7月5日  | 21:00       | ウガンダ         | 0–1  | セネガル         | ラウンド16 | 6,950  |
| 2019年7月6日  | 21:00       | エジプト         | 0–1  | 南アフリカ共和国 | ラウンド16 | 75,000 |
| 2019年7月10日 | 21:00       | ナイジェリア     | 2–1  | 南アフリカ共和国 | 準々決勝   | 48,343 |
| 2019年7月14日 | 21:00       | アルジェリア     | 2–1  | ナイジェリア     | 準決勝     | 49,775 |
| 2019年7月19日 | 21:00       | セネガル         | 0–1  | アルジェリア     | 決勝戦     | 75,000 |